# Jairo Neto
Jairo Pinheiro Palmeira Neto (Camaçari, 4 maart 1994) is een Braziliaans-Oost-Timorees voetballer die bij voorkeur als aanvaller speelt. In 2015 debuteerde hij in het Oost-Timorees voetbalelftal. Neto tekende in 2015 een contract bij de Braziliaanse club AD Cabofriense.

## Interlandcarrière
Op 12 maart 2015 maakte Neto zijn debuut in het Oost-Timorees voetbalelftal. In de WK-kwalificatiewedstrijd tegen Mongolië maakte hij als invaller een doelpunt.
| Interlands van Jairo Neto voor Oost-Timor | Interlands van Jairo Neto voor Oost-Timor | Interlands van Jairo Neto voor Oost-Timor | Interlands van Jairo Neto voor Oost-Timor | Interlands van Jairo Neto voor Oost-Timor | Interlands van Jairo Neto voor Oost-Timor |
| №                                         | Datum                                     | Wedstrijd                                 | Uitslag                                   | Competitie                                | Goals                                     |
| Als speler bij SL Marinha                 | Als speler bij SL Marinha                 | Als speler bij SL Marinha                 | Als speler bij SL Marinha                 | Als speler bij SL Marinha                 | Als speler bij SL Marinha                 |
| ----------------------------------------- | ----------------------------------------- | ----------------------------------------- | ----------------------------------------- | ----------------------------------------- | ----------------------------------------- |
| 1.                                        | 12 maart 2015                             | Oost-Timor – Mongolië                     | 4 – 1                                     | Kwalificatie WK 2018                      | 1                                         |
| 2.                                        | 17 maart 2015                             | Mongolië – Oost-Timor                     | 0 – 1                                     | Kwalificatie WK 2018                      | 0                                         |
| Als speler bij Al-Telejah Club            |                                           |                                           |                                           |                                           |                                           |
| 3.                                        | 11 juni 2015                              | Maleisië – Oost-Timor                     | 1 – 1                                     | Kwalificatie WK 2018                      | 0                                         |
| 4.                                        | 16 juni 2015                              | Oost-Timor – Verenigde Arabische Emiraten | 0 – 1                                     | Kwalificatie WK 2018                      | 0                                         |
| Als speler bij AD Cabofriense             |                                           |                                           |                                           |                                           |                                           |
| 5.                                        | 8 oktober 2015                            | Oost-Timor – Palestina                    | 1 – 1                                     | Kwalificatie WK 2018                      | 0                                         |

Bijgewerkt op 8 oktober 2015.